# Yağmur Özbasmacı Mermer
Yağmur Özbasmacı Mermer (* 13. Juli 1992 in Ankara) ist eine türkische Schauspielerin.

## Leben und Karriere
Mermer wurde am 13. Juli 1992 in Ankara geboren. Sie absolvierte eine Hochschulausbildung an der Universität Ankara.
Als Schauspielerin trat Mermer 2011 erstmals in Erscheinung. Sie ist in verschiedenen Fernsehserien wie z. B. Deniz Yıldızı und Leke zu sehen. Größere Bekanntheit erlangte sie durch die Rolle der Inci Karabey in der Serie Beni Affet, die vom Sender Star TV ausgestrahlt wurde. Von 2022 bis 2023 trat sie in der Serie Tuzak auf.

## Filmografie (Auswahl)
Serien
- 2013–2016: Beni Affet
- 2017: Tutsak
- 2018: Bir Umut Yeter
- 2019: Leke
- 2022–2023: Tuzak